# Cahagnes
Cahagnes é uma comuna francesa na região administrativa da Normandia, no departamento Calvados. Estende-se por uma área de 24,58 km². Em 2010 a comuna tinha 1 414 habitantes (densidade: 57,5 hab./km²).